# مارهای تاج‌دار جنگلی
مارهای تاج‌دار جنگلی (نام علمی: Cacophis) نام یک سرده از تیره کفچه‌ماران است.